# 州街 (芝加哥)

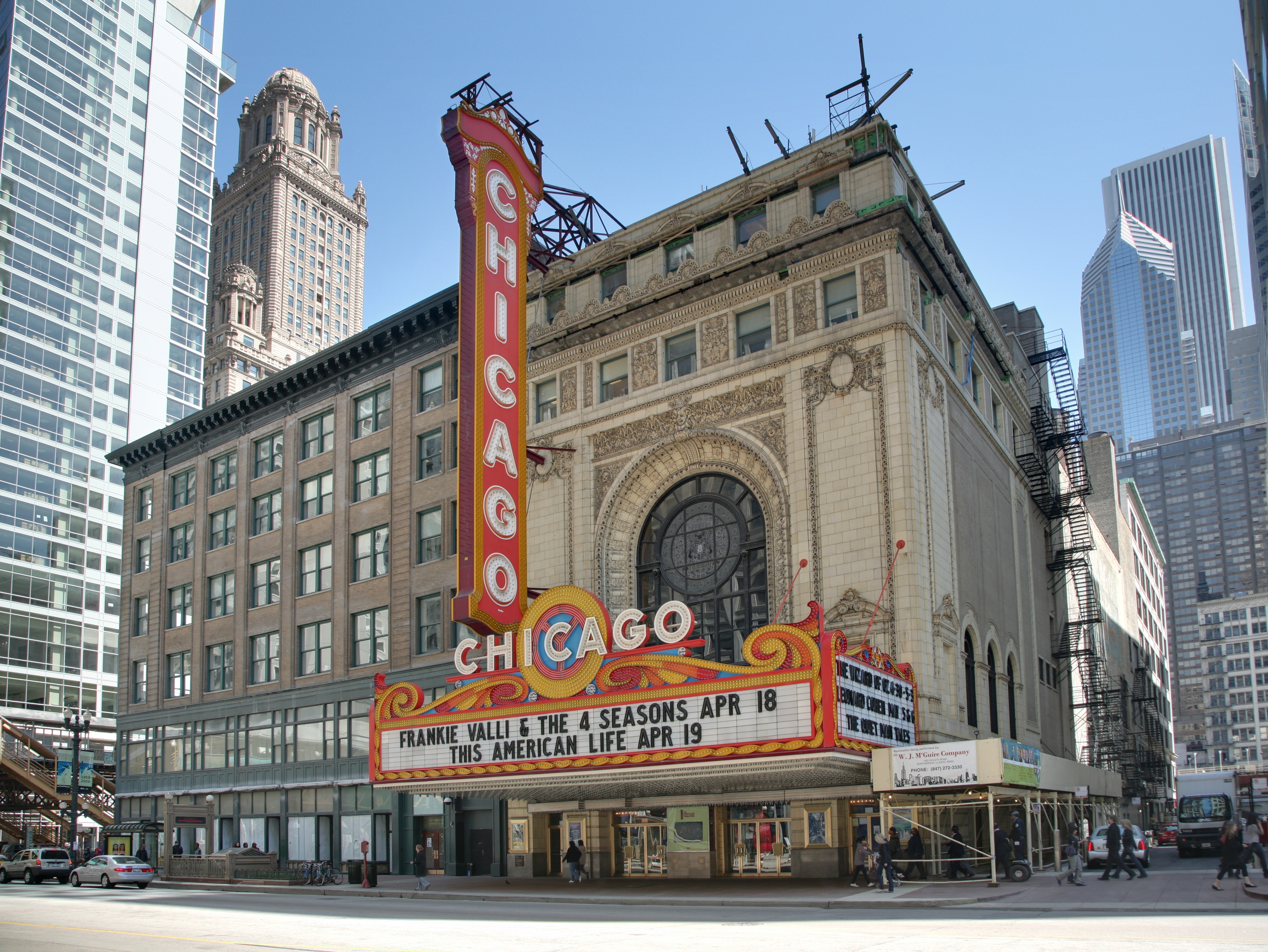
芝加哥劇院（Chicago Theatre）為州街的地標之一

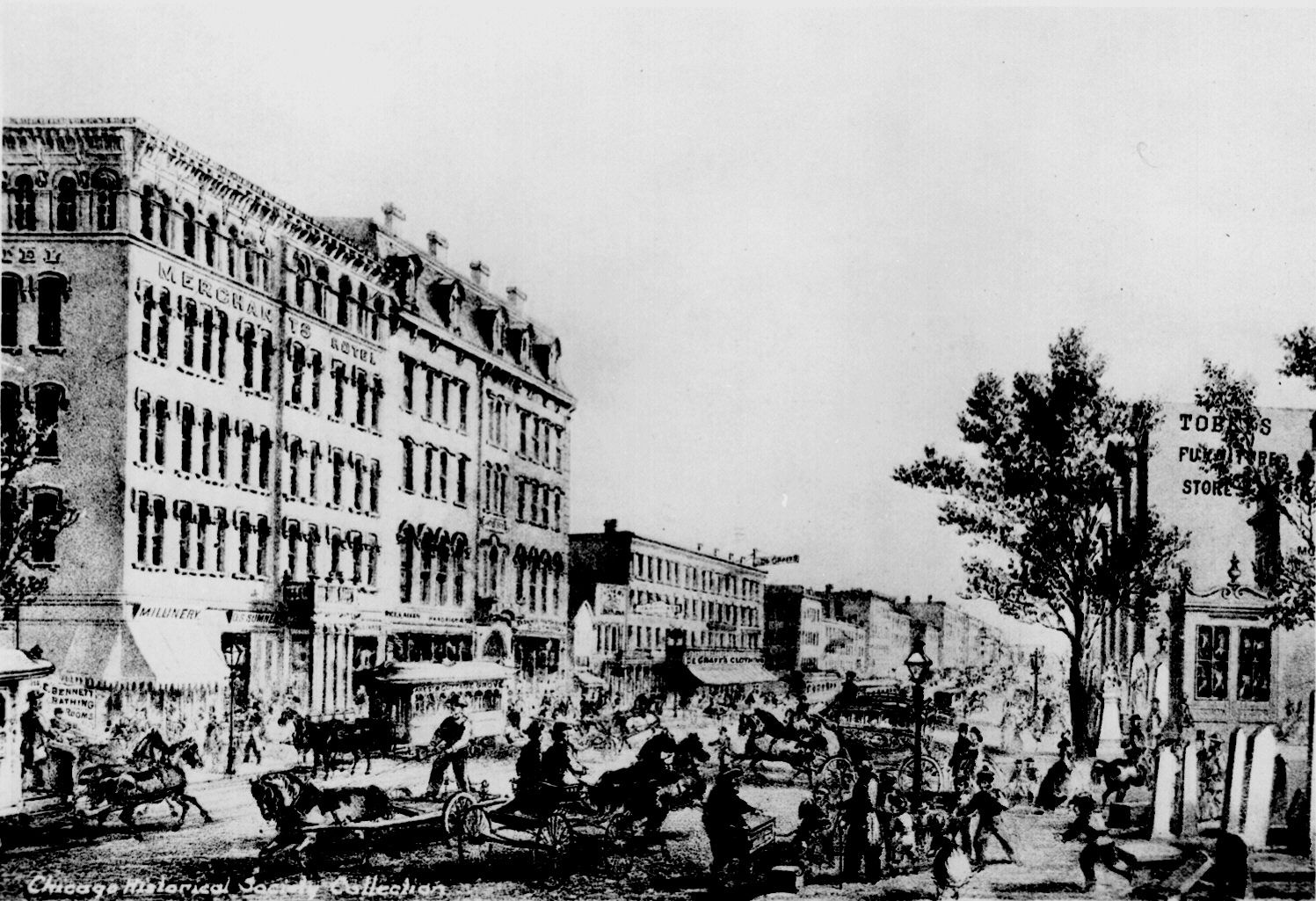
19世纪的市中心景观，华盛顿街和州街

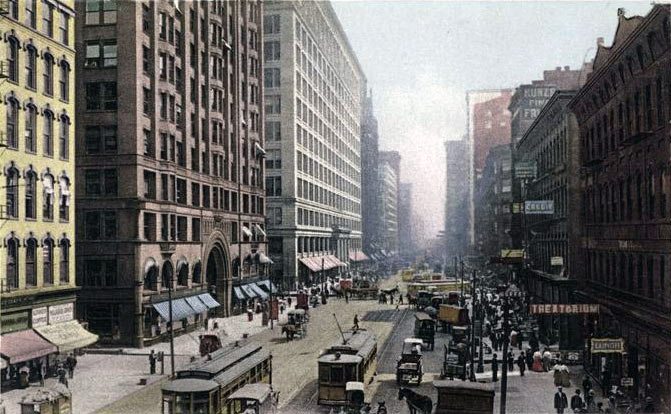
1907年市中心景观，州街

州街（英語：State Street，0 東/西）是美国芝加哥一条重要的南北向干道。它开始于近北区的北大道。多數路段介於東面的瓦巴什大道與西面的迪爾伯恩街/拉法葉大道。它穿过芝加哥市中心的心脏地带，终止于城市的南部边界，与沿着河岸的127街共同交叉於小卡魯梅特河。它与麦迪逊街（0 北/南）的交叉口标志芝加哥地址系统的基点。
最初称为州路，是向南穿越伊利诺斯州的主要道路。在早期，路面没有铺砌，相当泥泞，常有人从马和马车上摔下。在1860年代末，Potter Palmer决定改善州街并于1870年在州街建造了自己的Palmer House旅馆。有历史的芝加哥剧院也位于州街。
州街在1900年代成为购物区， 1979年，市长Jane Byrne 将市中心部分变为步行街，只允许公共汽车通行。市长李察·米高·戴利主持了州街复兴项目，1996年11月15日，这条街又恢复了通行。
在20世纪，州街很大程度上由于密西根大街的华丽一英里购物区而黯然失色。许多恢复州街光荣的项目已经取得了一些成功，州街走廊在住宅以及传统商业方面得到发展。州街的梅西百货公司仍然是最主要的购物目的地。
州街穿越芝加哥河的桥梁命名为巴丹-Corregidor纪念桥。

## 资源
- Streetwise Chicago by Don Hayner & Tom McNamee ISBN 0-8294-0596-8
- 芝加哥公共图书馆 （页面存档备份，存于）